# Puente Internacional Macará
El Puente Internacional Macará es uno de los puentes que permiten el cruce de la frontera entre Ecuador y Perú.

## Descripción
La edificación forma parte de un proyecto conjunto entre los gobiernos de Quito y Lima. Fue inaugurado en el 2011, dentro de la misma área del puente, une las localidades de Macará de la provincia de Loja al suroeste ecuatoriano, y La Tina del departamento de Piura en el norte peruano. El Gobierno de Japón financió parte de la construcción.
Tiene 110 metros de longitud y 14.5 metros de ancho, se previó que su apertura beneficiaría a 740.000 habitantes en ambos lados de la frontera. En junio de 2023 en el lado ecuatoriano se inauguró el Centro Binacional de Atención en Frontera Macará-La Tina bajo administración binacional.